# Hughes OH-6 Cayuse

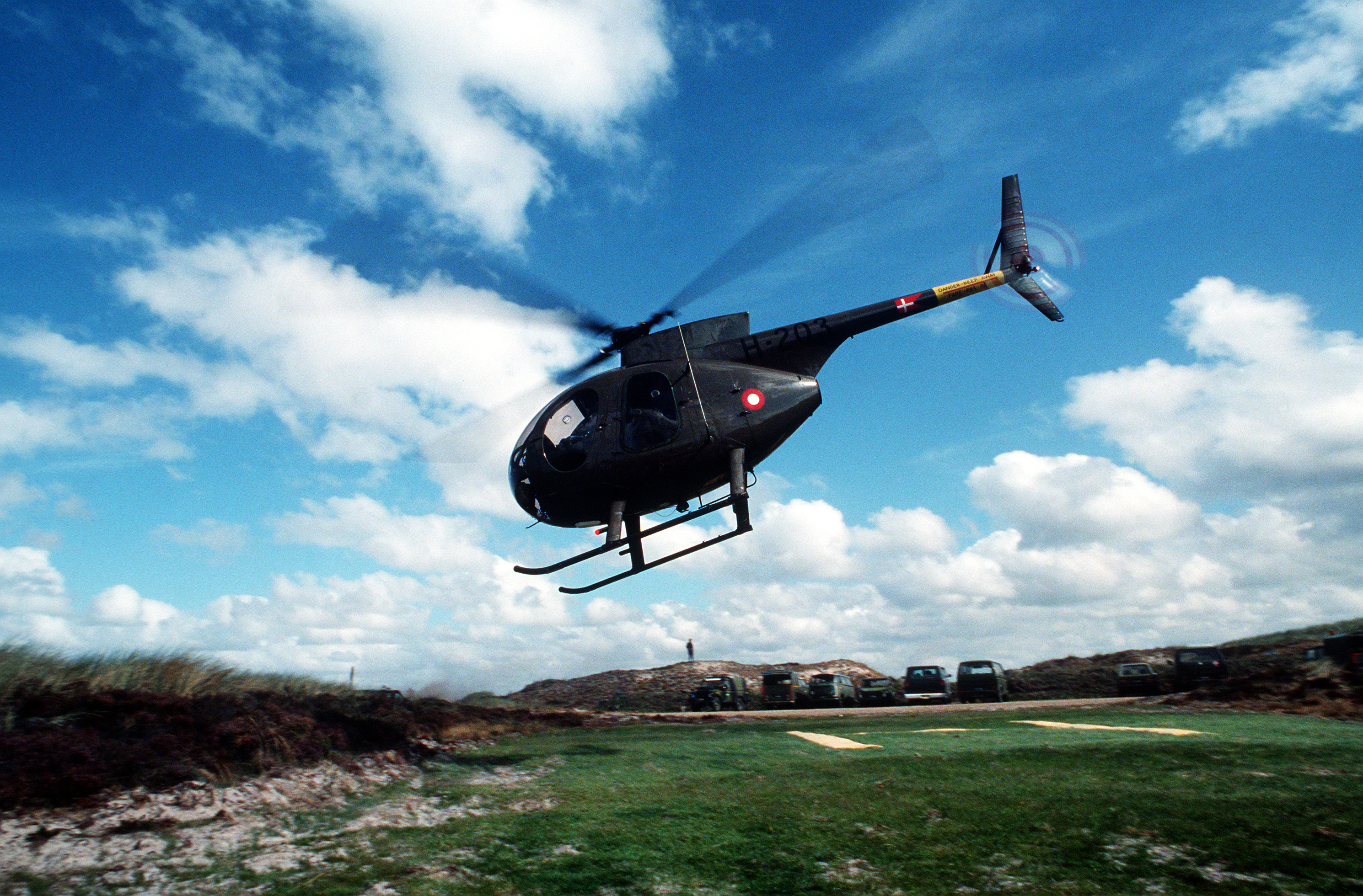
OH-6

OH-6 là một loại máy bay trực thăng sản xuất bởi Hughes Helicopters và McDonnell Douglas, động cơ trục tua bin T63-A-5a của hãng Allison, trang bị: 2 súng máy 7.62 mm và 2 dàn hỏa tiễn 70 mm. Trọng tải: 4 người, tốc độ tối đa: 220 km/giờ.
OH-6 Cayuse hình giọt nước là chiếc trực thăng nhỏ, cứng cáp, có lực cản không khí thấp. Với biệt hiệu "Trái trứng bay", nó có thể thực hiện những thao tác khiến những chiếc trực thăng khác phải bối rối. Dù nhanh nhẹn nhưng Cayuse mất điểm do không thể chuyên chở nhiều người hay vũ khí.

## Thông số kĩ thuật
Bản mẫu:Thông số kĩ thuật máy bay